# Tony Award/Beste Wiederaufnahme (Theaterstück oder Musical)
Von 1977–1993 wurde bei den Tony Awards der Preis für die Beste Wiederaufnahme eines Theaterstücks oder Musicals vergeben. In dieser Kategorie wurden also Neuinszenierungen von Theaterstücken und Musicals nominiert, welche schon einmal am Broadway liefen.
| Statistik                      |                                                                        |
| Meiste Auszeichnungen:         | Barry Weissler und Fran Weissler (je 3 Auszeichnungen)                 |
| Meiste Nominierungen:          | James M. Nederlander und The Shubert Organization (je 8 Nominierungen) |
| Meiste Nominierungen ohne Sieg | Circle in the Square (9 Nominierungen)                                 |

## Sieger & Nominierte
| Jahr | Stück                        | Preisträger | Weitere Nominierte |
| ---- | ---------------------------- | --- | --- |
| 1977 | Porgy and Bess               | Sherwin M. Goldman und Houston Grand Opera                                                                                                | Guys and Dolls – Moe Septee, Victor H. Potamkin, Carmen F. Zollo und Ashton Springer Der Kirschgarten – Joseph Papp Die Dreigroschenoper – Joseph Papp |
| 1978 | Dracula                      | Jujamcyn Theaters, Elizabeth I. McCann, John Wulp, Victor Lurie, Nelle Nugent und Max Weitzenhoffer                                       | Tartuffe – Circle in the Square Timbuktu – Luther Davis A Touch of the Poet – Elliot Martin |
| 1980 | Morning's at Seven           | Elizabeth I. McCann, Nelle Nugent und Ray Larson                                                                                          | Major Barbara – Circle in the Square Peter Pan – Zev Bufman West Side Story – Gladys Rackmil, Kennedy Center, James M. Nederlander und Ruth Mitchell |
| 1981 | Die Piraten von Penzance     | Joseph Papp und New York Shakespeare Festival                                                                                             | Brigadoon – Zev Bufman und The Shubert Organization Camelot – Mike Merrick und Don Gregory Die kleinen Füchse – Zev Bufman, Donald C. Carter und Jon Cultler |
| 1982 | Othello                      | Barry Weissler, Fran Weissler und CBS Video Enterprises                                                                                   | A Taste of Honey – Roundabout Theatre Co., Gene Feist und Michael Fried Medea – Barry Weissler, Fran Weissler, Kennedy Center, Bunny Austin und Warren Austin My Fair Lady- Mike Merrick und Don Gregory |
| 1983 | On Your Toes                 | Alfred de Liagre, Roger L. Stevens, John Mauceri, Donald R. Seawell und Andre Pastoria                                                    | Ende gut, alles gut – Royal Shakespeare Company A View from the Bridge – Zev Bufman und Sidney Shlenker The Caine Mutiny Court-Martial – Circle in the Square und Kennedy Center |
| 1984 | Tod eines Handlungsreisenden | Robert Whitehead und Roger L. Stevens | American Buffalo – Elliot Martin und Arnold Bernhard Heartbreak House – Circle in the Square A Moon for the Misbegotten – The Shubert Organization und Emanuel Azenberg |
| 1985 | Joe Egg                      | The Shubert Organization, Emanuel Azenberg, Roger Berlind, Ivan Bloch und MTM Enterprises, Inc.                                           | Cyrano de Bergerac – James M. Nederlander, Elizabeth I. McCann, Nelle Nugent, Cynthia Wood, Dale Duffy und Allan Carr Viel Lärm um nichts – James M. Nederlander, Elizabeth I. McCann, Nelle Nugent, Cynthia Wood, Dale Duffy und Allan Carr Strange Interlude – Robert Michael Geisler, John Roberdeau, Douglas Urbanski, James M. Nederlander, Duncan C. Weldon, Paul Gregg, Lionel Becker und Jerome Minskoff |
| 1986 | Sweet Charity                | Jerome Minskoff, James M. Nederlander, Arthur Rubin und Joseph Harris                                                                     | Hay Fever – Roger Peters und MBS Co. The Iceman Cometh – Lewis M. Allen, James M. Nederlander, Stephen Graham und Ben Edwards Loot – David Merrick Arts Foundation, Charles P. Kopelman und Mark Simon |
| 1987 | Alle meine Söhne             | Jay H. Fuchs, Steven Warnick und Charles Patsos                                                                                           | Extrablatt – Lincoln Center Theatre, Gregory Mosher und Bernard Gersten Nicholas Nickleby – The Shubert Organization, Three Knights, Ltd. und Robert Fox, Ltd. Pygmalion – The Shubert Organization, Jerome Minskoff und Duncan C. Weldon |
| 1988 | Anything Goes                | Lincoln Center Theater, Gregory Mosher und Bernard Gersten                                                                                | Endstation Sehnsucht – Circle in the Square, Theodore Mann und Paul Libin Cabaret – Barry Weissler und Fran Weissler Dreamgirls – Marvin A. Krauss und Irving Siders |
| 1989 | Unsere kleine Stadt          | Lincoln Center Theatre, Gregory Mosher und Bernard Gersten                                                                                | Ah, Wilderness! – Ken Marsolis, Alexander H. Cohen, The Kennedy Center for the Performing Arts, The Yale Repertory Theater, Richard Norton, Irma Oestreicher und Elizabeth D. White Ain’t Misbehavin’ – The Shubert Organization, Emanuel Azenberg, Dasha Epstein und Roger Berlind Cafe Crown – LeFrak Entertainment, James M. Nederlander, Francine LeFrak, James L. Nederlander und Arthur Rubin              |
| 1990 | Gypsy                        | Barry Weissler, Fran Weissler, Kathy Levin und Barry Brown                                                                                | Sweeney Todd – Circle in the Square Theatre, Theodore Mann und Paul Libin The Circle – Elliot Martin, The Shubert Organization und Suntory International Corp. Der Kaufmann von Venedig – Duncan C. Weldon, Jerome Minskoff, Punch Productions und Peter Hall |
| 1991 | Fiddler on the Roof          | Barry Weissler, Fran Weissler und Pace Theatrical Group                                                                                   | The Miser – Circle in the Square Theatre, Theodore Mann und Paul Libin Peter Pan – James M. Nederlander, Arthur Rubin, Thomas P. McCoy, Keith Stava, PP Investments, Inc. und John. B. Platt |
| 1992 | Guys and Dolls               | Dodger Productions, Roger Berlind, Jujamcyn Theaters/TV Asahi, Kardana Productions und The John F. Kennedy Center for the Performing Arts | The Most Happy Fella – Goodspeed Opera House, Center Theatre Group/Ahmanson Theatre, Lincoln Center Theatre, The Shubert Organization und Japan Satellite Broadcasting/Stagevision On Borrowed Time – Circle in the Square Theatre, Theodore Mann, Robert Buckley und Paul Libin The Visit – Roundabout Theater Co., Todd Haimes und Gene Feist                                                                  |
| 1993 | Anna Christie                | Roundabout Theater Co. und Todd Haimes | St. Joan – National Actors Theatre, Tony Randall und Duncan C. Weldon The Price – Roundabout Theatre Co. und Todd Haimes Wilder, Wilder, Wilder – Circle in the Square Theatre, Theodore Mann, George Elmer, Paul Libin, Willow Cabin Theatre Company, Edward Berkeley, Adam Oliensis und Maria Radman |